# Peter Tosh
Peter Tosh, eigenlijk Winston Hubert McIntosh (Grange Hill, Jamaica, 19 oktober 1944 – Kingston, Jamaica, 11 september 1987), was een invloedrijk Jamaicaans reggae-muzikant. Hij groeide op in Kingston (Jamaica) en begon op jonge leeftijd te zingen en gitaar te spelen. Hij werd bekend als lid van The Wailers, maar ging later solo.

## Biografie

### Met de Wailers
In de vroege jaren 60 ontmoette hij Bob Marley en Bunny Livingston en hij leerde Marley gitaar spelen. In 1962 was hij de drijvende kracht achter de oprichting van de The Wailing Wailers met Junior Braithwaite en achtergrondzangeressen Beverly Kelso en Cherry Smith. The Wailing Wailers hadden een grote ska-hit met hun eerste single Simmer Down, en hadden nog een aantal successen voor Braithwaite, Kelso en Smith de groep verlieten in 1965. McIntosh en Bunny werden rastafari's terwijl Bob Marley in de VS was en toen Marley terugkwam werden ze alle drie erg actief in de Rastafari-beweging. Kort daarna veranderden ze hun naam in "The Wailers".
Ze verlieten het snelle ska-tempo en namen een trager tempo aan. Ze stopten ook politieke en sociale boodschappen in hun teksten.
The Wailers schreven verschillende songs voor de Amerikaanse zanger Johnny Nash. Toen begonnen ze samen te werken met producent Lee Perry en namen enkele van de eerste reggae-hits op, zoals Soul Rebel, Duppy Conqueror en Small Axe. Na de toetreding van bassist Aston Barret en zijn broer, drummer Carlton in 1970, werden The Wailers Caribische supersterren. Ze tekenden een contract met Island en maakten hun debuutalbum Catch a Fire in 1972, het jaar daarna gevolgd door Burnin'.

### Solocarrière
In 1974 verliet McIntosh The Wailers. Hij maakte zelf opnamen onder de naam Peter Tosh en bracht in 1976 zijn solodebuut Legalize It uit. Het titelnummer werd al snel een strijdlied voor de marihuanabeweging en het werd veel gevraagd op zijn concerten.
Tosh werd door zijn militante aanpak ook een doelwit voor de Jamaicaanse politie. In 1977 kwam Equal Rights uit. Zijn tekst "I don't want no peace, I want equal rights and justice!" zou een strijdkreet worden voor de onderdrukten van de wereld.
Bush Doctor (1978), Mystic Man (1979), en Wanted: Dread or Alive volgden. Nadat in 1983 Mama Africa uitgebracht werd, ging Tosh vrijwillig in ballingschap.
Kort nadat in 1987 zijn laatste album No Nuclear War uitkwam, werd Tosh vermoord bij zijn eigen huis toen hij weigerde geld te geven aan drie mannen.

## Discografie

### Albums
- Legalize It (1976)
- Equal Rights (1977)
- Bush Doctor (1978)
- Island Zorro (1979)
- Mystic Man (1979)
- Wanted Dread and Alive (1981)
- Mama Africa (1983)
- Captured Live (1984)
- No Nuclear War (1987)

### Compilaties
- Collection Gold (1994)
- Honorary Citizen (1997)
- Scrolls of the Prophet: The Best of Peter Tosh (1999)
- Arise Black Man (1999)
- The Essential Peter Tosh - The Columbia Years (2003)
- Talking Revolution (2005)

### Dvd
- Captured Live (1984)

### NPO Radio 2 Top 2000
| Nummer met noteringen in de NPO Radio 2 Top 2000 | '00  | '01  | '02  | '03  | '04  | '05  | '06  | '07 | '08  | '09  | '10-'11 | '12  |
| ------------------------------------------------ | ---- | ---- | ---- | ---- | ---- | ---- | ---- | --- | ---- | ---- | ------- | ---- |
| Don't Look Back (met Mick Jagger)                | 1487 | 1809 | 1800 | 1929 | 1800 | 1750 | 1785 | -   | 1933 | 1997 | -       | 1240 |

1. ↑  Een '-' betekent dat het nummer niet was genoteerd en een vetgedrukt getal geeft de hoogste notering aan.
2. ↑  2000 was het eerste jaar met een notering voor dit nummer.
3. ↑  Deze tabel is bijgewerkt tot en met de laatste editie (2024).